# Meureubo Puntong
Meureubo Puntong is een bestuurslaag in het regentschap Aceh Utara van de provincie Atjeh, Indonesië. Meureubo Puntong telt 397 inwoners (volkstelling 2010).